# Tseen Foo
Tseen Foo eller Theta Aquilae (θ Aqulilae, förkortat Theta Aql, θ Aql) är en dubbelstjärna belägen i den östra delen av stjärnbilden Örnen (stjärnbild). Den har en kombinerad skenbar magnitud på 3,26 och är synlig för blotta ögat där ljusföroreningar ej förekommer. Baserat på parallaxmätning inom Hipparcosuppdraget på cirka 11,4 mas, beräknas den befinna sig på ett avstånd på cirka 286 ljusår (cirka 88 parsek) från solen.

## Nomenklatur
På kinesiska har Theta Aquilae det traditionella namnet Tseen Foo, som härrör från mandarin 天 桴tiānfú som betyder "den himmelska flotten". Det kan också betyda trumpinnar, med Altair, Beta Aquilae och Gamma Aquilae som trumman. 
Enligt stjärnkatalogen i det tekniska memorandumet 33-507 - A Reduced Star Catalog Containing 537 Named Stars var Al Mizān namnet för tre stjärnor: δ Aql som Al Mizān I, η Aql som Al Mizān II och θ Aql som Al Mizān III. I stjärnkatalogen i kalendern Al Achsasi al Mouakket, benämndes stjärnan som Thanih Ras al Akab ( تاني ألرأس ألعقاب - taanii al ra's alʕuqāb ), som översattes till latin som Secunda Capitis Vulturis, vilket betyder "den andra stjärnan i örnens huvud".

## Egenskaper
Primärstjärnan Theta Aquilae A är en blå till vit jättestjärna av spektralklass B9.5 III. Den har en beräknad massa som är cirka 3,6 gånger större än solens massa, en radie som är cirka 4,8 gånger större än solens och utsänder från dess fotosfär cirka 278 gånger mera energi än solen vid en effektiv temperatur av cirka 10 300 K.
Theta Aquilae är en dubbelsidig spektroskopisk dubbelstjärna, vilket betyder att de enskilda komponenterna inte har separerats med ett teleskop. I stället kan deras kombinerade spektrum med de individuella absorptionslinjernas funktioner, som skiftar fram och tillbaka under en bana på grund av Dopplereffekten, observeras. Stjärnornas omloppsperiod är 17,1 dygn med en stor excentricitet på 0,60. Vid det uppskattade avståndet för konstellationen motsvarar vinkelseparationen på 3,2 mas en fysisk separation på endast omkring 0,24-0,28 astronomiska enheter.
Båda stjärnorna har spektralklass B9.5 III, vilket anger att de har förbrukat förrådet av väte i kärnan och utvecklats bort från huvudserien av stjärnor som solen. För följeslagaren, Theta Aquilae B, ger det en massa som är 2,9 gånger större, en radie som är 2,4 gånger större och en luminositet som är 68 gånger större än motsvarande parametrar för solen. På grundval av beräknade parametrar föreslår Kaler (2008) att Theta Aquilae A faktiskt är en underjättestjärna, medan Theta Aquilae B är en stjärna i huvudserien.